# Io amo e gli altri successi
Io amo e gli altri successi è una raccolta pubblicata dal cantante italiano Fausto Leali nel 1987 per l'etichetta CBS.

## Il disco
A quattordici anni di distanza dall'ultima partecipazione, Fausto Leali torna al Festival di Sanremo nel 1987 interpretando Io amo, brano scritto e prodotto da Toto Cutugno, con la collaborazione di Franco Fasano e dello stesso Leali. La canzone dà il titolo a questa raccolta, uscita al termine della kermesse sanremese, che contiene un altro inedito, Notte d'amore, interpretato in coppia con l'amica Loredana Bertè. Gli altri brani inseriti sono alcuni dei maggiori successi del cantante bresciano (in versione originale), a partire da A chi, passando a Deborah, Angeli negri, Un'ora fa, Io camminerò, Canzone amara, e vengono comprese anche le cover Vierno e Malafemmena, da lui incise a cavallo tra gli anni settanta e ottanta. Il singolo Io amo/Notte d'amore conquista due dischi di platino, vendendo oltre 400 000 copie, così come la raccolta in questione, che si aggiudica l'ottava posizione in hit parade, risultando il decimo Lp LP più venduto dell'anno in Italia, oltre che l'album di Leali col miglior piazzamento in classifica.

## Tracce
Lato A
1. Io amo - 1987 (Toto Cutugno, Fausto Leali, Franco Fasano, Italo Ianne)
2. Notte d'amore (con Loredana Bertè) - 1987 (Toto Cutugno, Fausto Leali)
3. Io camminerò - 1976 (Giancarlo Bigazzi, Umberto Tozzi)
4. Malafemmena - 1980 (Totò)
5. Un'ora fa - 1969 (Luciano Beretta, Gian Franco Intra, Ermanno Parazzini)

Lato B
1. A chi - 1967 (Mogol, Jimmy Crane, Al Jacobs)
2. Canzone amara - 1983 (Piero Cassano, Claudia Ferrandi)
3. Deborah - 1968 (Giorgio Conte, Vito Pallavicini, Pino Massara)
4. Angeli negri - 1968 (Alberto Larici, Manuel Alvarez Maciste, Gian Carlo Testoni)
5. Vierno - 1977 (Vincenzo Acampora, Armando De Gregorio)

N.B. Pinuccio Pirazzoli: direttore d'orchestra e arrangiatore dei brani A1, A2.

## Produzione
- Toto Cutugno: produttore artistico
- Alberto Martinelli: produttore esecutivo
- Fabio Nosotti: fotografo
- Muia Parapini e Laura Moretti: grafici
- Prodotto e distribuito da CBS Dischi - Milano.

## Classifiche

### Posizione massima
| Paese  | Posizione |
| ------ | --------- |
| Italia | 8         |

### Posizione di fine anno
| Anno | Paese  | Posizione |
| ---- | ------ | --------- |
| 1987 | Italia | 12        |